# Morti il 16 ottobre
| Questa pagina contiene informazioni ricavate automaticamente dalle voci biografiche con l'ausilio del template Bio e di un bot. L'aggiornamento è periodico e automatico e ricostruisce completamente la pagina. Se manca una persona in questa lista, sei pregato di non aggiungerla, ma accertati piuttosto che la sua voce biografica contenga il template Bio e che i dati anagrafici siano correttamente compilati. Se il template Bio manca, inseriscilo tu stesso o, in alternativa, metti l'avviso {{tmp\|Bio}} che ne segnala la mancanza. Se i dati riportati sono sbagliati, correggi direttamente la voce biografica; le modifiche saranno visibili in questa lista entro pochi giorni. Per chiarimenti vedi il progetto biografie. La lista contiene solo le 531 persone che sono citate nell'enciclopedia e per le quali è stato implementato correttamente il template Bio. Pagina aggiornata al 17 ago 2025. |

## VIII secolo(1)
- 786 - Lullo di Magonza, vescovo e abate tedesco

## X secolo(2)
- 955 - Stoignew, sovrano obodrita
- 976 - Al-Hakam II ibn Abd al-Rahman, califfo (n. 915)

## XI secolo(1)
- 1071 - Almodis de La Marche, nobile

## XII secolo(3)
- 1123 - Bertrando di Comminges, vescovo cattolico e santo francese
- 1174 - Petronilla d'Aragona, regina (n. 1136)
- 1190 - Ludovico III di Turingia, nobile tedesco

## XIII secolo(3)
- 1209 - Ermengol VIII di Urgell, conte (n. 1158)
- 1246 - Roberto di Thourotte, vescovo cattolico francese
- 1249 - Giovanni Bono, religioso italiano (n. 1168)

## XIV secolo(7)
- 1323 - Amedeo V di Savoia, nobile
- 1333 - Antipapa Niccolò V, religioso e predicatore italiano
- 1355 - Ludovico di Sicilia, sovrano
- 1361 - Fortanier de Vassal, cardinale e patriarca cattolico francese
- 1373 - Étienne de Poissy, cardinale e vescovo cattolico francese
- 1382 - Michele Morosini, doge (n. 1308)
- 1386 - Hugh de Stafford, II conte di Stafford, nobile britannico

## XV secolo(8)
- 1410 - Giovanni Migliorati, cardinale italiano
- 1415 - Landolfo Maramaldo, cardinale italiano
- 1417 - Gian Galeazzo Manfredi, condottiero italiano
- 1422 - Giovanni IV di Meclemburgo-Schwerin, duca
- 1449 - Francesco Piccinino, condottiero italiano
- 1459 - Grgur Branković, nobile serbo (n. 1415)
- 1473 - Reinoud II van Brederode, nobile e militare olandese (n. 1415)
- 1493 - Gerolamo Landi, patriarca cattolico, arcivescovo cattolico e diplomatico italiano

## XVI secolo(16)
- 1506 - Girolamo Ginelli, religioso italiano (n. 1451)
- 1515 - Scipione Forteguerri, grammatico e umanista italiano (n. 1466)
- 1516 - Giuliano da Sangallo, architetto, ingegnere militare e scultore italiano (n. 1445)
- 1523 - Luca Signorelli, pittore italiano
- 1533 - Alberto Pico della Mirandola, nobile e militare italiano (n. 1507)
- 1537 - Françoise de Foix, nobildonna francese (n. 1495)
- 1541 - Giovanni Battista de Tassis, nobile (n. 1470)
- 1553 - Lucas Cranach il Vecchio, pittore e incisore tedesco (n. 1472)
- 1555 - Hugh Latimer, vescovo anglicano britannico (n. 1487)
- 1555 - Nicholas Ridley, religioso e teologo inglese
- 1555 - Sue Harukata, militare giapponese (n. 1521)
- 1567 - Pieter de Corte, vescovo cattolico belga (n. 1491)
- 1586 - Giano Fregoso, vescovo cattolico italiano (n. 1537)
- 1590 - Anna d'Asburgo, nobile austriaca (n. 1528)
- 1591 - Papa Gregorio XIV, papa, vescovo cattolico e cardinale italiano (n. 1535)
- 1594 - William Allen, cardinale inglese (n. 1532)

## XVII secolo(19)
- 1602 - Eugenio de Salazar, scrittore e esploratore spagnolo (n. 1530)
- 1609 - Dorotea Edvige di Brunswick-Wolfenbüttel, principessa (n. 1587)
- 1615 - Ferenc Forgách, cardinale e arcivescovo cattolico ungherese (n. 1566)
- 1621 - Paolo Gualdo, prete e letterato italiano (n. 1553)
- 1621 - Jan Pieterszoon Sweelinck, compositore e organista olandese (n. 1562)
- 1622 - Giovanni Emo, vescovo cattolico italiano (n. 1565)
- 1628 - François de Malherbe, poeta e scrittore francese (n. 1555)
- 1638 - Jacob Isaaczoon van Swanenburg, pittore olandese (n. 1571)
- 1654 - Hercule de Rohan, nobile francese (n. 1568)
- 1655 - Joseph Solomon Delmedigo, scienziato italiano (n. 1591)
- 1656 - Johannes van Bronckhorst, pittore olandese (n. 1627)
- 1660 - John Cooke, britannico (n. 1608)
- 1675 - Adam Václav Michna z Otradovic, poeta e compositore ceco (n. 1600)
- 1677 - Louis Nicolas de Clerville, architetto francese (n. 1610)
- 1677 - Giovanni Guglielmo Riva, chirurgo e anatomista italiano (n. 1627)
- 1680 - Raimondo Montecuccoli, generale, politico e scrittore italiano (n. 1609)
- 1692 - Cristiano Alberto di Brandeburgo-Ansbach, nobile tedesco (n. 1675)
- 1699 - Isabella Tomasi, religiosa e nobile italiana (n. 1645)
- 1700 - Adriano, arcivescovo ortodosso russo (n. 1637)

## XVIII secolo(28)
- 1716 - Domenico Guardi, pittore italiano (n. 1678)
- 1717 - Carlo Antonio Rambaldi, pittore e incisore italiano (n. 1680)
- 1717 - Giovanni Segala, pittore italiano (n. 1662)
- 1721 - Biagio Gambaro, vescovo cattolico italiano (n. 1650)
- 1723 - Giovan Battista Contini, architetto italiano (n. 1642)
- 1725 - Michiel van der Gucht, incisore fiammingo (n. 1660)
- 1726 - Giovanni Maria Capelli, compositore italiano (n. 1648)
- 1730 - Nevşehirli Damat İbrahim Pascià, nobile e politico ottomano (n. 1666)
- 1750 - Costantino Grimaldi, filosofo, giurista e politico italiano (n. 1667)
- 1750 - Sylvius Leopold Weiss, compositore e liutista tedesco (n. 1686)
- 1755 - Gerardo Maiella, religioso italiano (n. 1726)
- 1755 - Felice Salimbeni, cantante castrato italiano
- 1767 - Burkhard Christoph von Münnich, generale russo (n. 1683)
- 1767 - Nikita Jur'evič Trubeckoj, ufficiale e politico russo (n. 1699)
- 1768 - Jan Křtitel Boháč, naturalista e medico tedesco (n. 1724)
- 1769 - Angelo Paolo Carena, storico italiano (n. 1740)
- 1772 - Ahmad Shah Durrani, politico e generale afghano (n. 1722)
- 1774 - Robert Fergusson, poeta scozzese (n. 1750)
- 1775 - Franz Konrad von Rodt, cardinale e vescovo cattolico tedesco (n. 1706)
- 1781 - Edward Hawke, I barone Hawke, ammiraglio britannico (n. 1705)
- 1781 - Juan Portugal de la Puebla, patriarca cattolico spagnolo (n. 1703)
- 1787 - Raphael Tuki, vescovo cattolico egiziano (n. 1701)
- 1788 - Federico di Gesù, teologo tedesco (n. 1721)
- 1791 - Grigorij Aleksandrovič Potëmkin, militare e politico russo (n. 1739)
- 1793 - John Hunter, medico britannico (n. 1728)
- 1793 - Maria Antonietta d'Asburgo-Lorena (n. 1755)
- 1796 - Giambattista Brustolon, incisore italiano (n. 1718)
- 1796 - Vittorio Amedeo III di Savoia, re (n. 1726)

## XIX secolo(51)
- 1801 - Karl Ernst von Biron, nobile (n. 1728)
- 1802 - Charles François Joseph Dugua, generale francese (n. 1744)
- 1802 - Joseph Strutt, incisore inglese (n. 1749)
- 1804 - Domenico Mancinelli, oboista e compositore italiano (n. 1724)
- 1805 - Mihrişah Sultan, ottomana (n. 1745)
- 1805 - Franz Pilati von Tassul, generale austriaco (n. 1746)
- 1809 - Nikolaj Aleksandrovič Chvostov, navigatore russo (n. 1776)
- 1810 - Nachman di Breslov, teologo e rabbino ucraino (n. 1772)
- 1817 - Manuel Piar, generale venezuelano (n. 1774)
- 1822 - Dmitry Shervashidze, principe abcaso
- 1822 - Eva Marie Veigel, ballerina austriaca (n. 1724)
- 1823 - Leopoldina del Liechtenstein, principessa austriaca (n. 1754)
- 1824 - Carlo Sozzi, presbitero italiano (n. 1752)
- 1834 - Albrecht Wilhelm Roth, botanico e medico tedesco (n. 1757)
- 1836 - Friedrich Theodor Fröhlich, compositore svizzero (n. 1803)
- 1837 - Mathieu Dumas, generale e storico francese (n. 1753)
- 1838 - William Vitruvius Morrison, architetto irlandese (n. 1794)
- 1846 - Nathaniel Peabody Rogers, editorialista, scrittore e avvocato statunitense (n. 1794)
- 1847 - Henri de Castellane, politico francese (n. 1814)
- 1851 - Ignazio Pietro VII Jarweh, patriarca cattolico siriano (n. 1777)
- 1852 - Giovanni Valerio Oliveri, politico italiano
- 1854 - Montagu Bertie, V conte di Abingdon, nobile britannico (n. 1784)
- 1859 - John Fane, XI conte di Westmorland, politico, generale e ambasciatore inglese (n. 1784)
- 1861 - Diego Mele, poeta, scrittore e presbitero italiano (n. 1797)
- 1865 - Giorgio Bernardo di Anhalt-Dessau, principe (n. 1796)
- 1868 - Fortunato Prandi, imprenditore e politico italiano (n. 1799)
- 1870 - Alessandro Riccardi di Netro, arcivescovo cattolico italiano (n. 1808)
- 1876 - Jean-Pierre Cros-Mayrevieille, archeologo e storico francese (n. 1810)
- 1876 - Wolfgang Sartorius von Waltershausen, geologo e astronomo tedesco (n. 1809)
- 1877 - Théodore Barrière, attore teatrale, drammaturgo e scrittore francese (n. 1823)
- 1877 - Joannes Zwijsen, arcivescovo cattolico olandese (n. 1794)
- 1879 - Robert Campbell, esploratore statunitense (n. 1804)
- 1879 - Sergej Michajlovič Solov'ëv, storico russo (n. 1820)
- 1880 - Mario Tiberini, tenore italiano (n. 1826)
- 1881 - Raffaele Monti, scultore e poeta italiano (n. 1818)
- 1883 - Felipe Caronti, ingegnere argentino (n. 1813)
- 1883 - Evfimij Vasil'evič Putjatin, militare e diplomatico russo (n. 1803)
- 1886 - Mayer Carl von Rothschild, banchiere e politico tedesco (n. 1820)
- 1886 - Giuseppe Malan, politico italiano (n. 1808)
- 1890 - David Hennessy, poliziotto statunitense (n. 1858)
- 1890 - Auguste Toulmouche, pittore francese (n. 1829)
- 1891 - Sarah Winnemucca, scrittrice e attivista nativa americana
- 1893 - Patrice de Mac-Mahon, nobile, generale e politico francese (n. 1808)
- 1893 - Carlo Pedrotti, compositore e direttore d'orchestra italiano (n. 1817)
- 1893 - Zinaida Ivanovna Naryškina, nobildonna russa (n. 1809)
- 1894 - August Wilhelm von Babo, enologo austriaco (n. 1827)
- 1894 - Rocco Larussa, scultore italiano (n. 1825)
- 1896 - Henry Trimen, botanico inglese (n. 1843)
- 1898 - Louis Gallet, scrittore francese (n. 1835)
- 1898 - Jules Eugène Lenepveu, pittore francese (n. 1819)
- 1899 - Edward Orton, geologo statunitense (n. 1829)

## XX secolo(259)
- 1901 - Vincenzo Carbonelli, patriota e politico italiano (n. 1822)
- 1902 - Ida Craddock, mistica, attivista e scrittrice statunitense (n. 1857)
- 1903 - Giuseppe Botti, archeologo italiano (n. 1853)
- 1906 - Varina Davis, first lady statunitense (n. 1826)
- 1907 - Max Harmonist, scacchista e danzatore tedesco (n. 1864)
- 1907 - Isaac Newell, insegnante inglese (n. 1853)
- 1908 - Jean-Baptiste Berthier, presbitero francese (n. 1840)
- 1909 - Jakub Bart-Ćišinski, poeta, drammaturgo e presbitero tedesco (n. 1856)
- 1911 - Augustine Van de Vyver, vescovo cattolico belga (n. 1844)
- 1913 - Mario Luigi Cerati, scrittore e giornalista italiano (n. 1876)
- 1913 - Ralph Rose, pesista, discobolo e martellista statunitense (n. 1885)
- 1914 - Antonino Paternò Castello, marchese di San Giuliano, politico e diplomatico italiano (n. 1852)
- 1915 - Auguste Albert, velista francese (n. 1859)
- 1917 - Ernest Bambridge, calciatore inglese (n. 1848)
- 1917 - Walter Flex, poeta e romanziere tedesco (n. 1887)
- 1918 - Felix Arndt, compositore e pianista statunitense (n. 1889)
- 1918 - Gayle Dull, mezzofondista e siepista statunitense (n. 1883)
- 1918 - Hector Schnitzer, calciatore e militare italiano (n. 1889)
- 1919 - Henry Portman, II visconte Portman, politico inglese (n. 1829)
- 1920 - Alberto Nepomuceno, compositore e direttore d'orchestra brasiliano (n. 1864)
- 1922 - Miguel Costa y Llobera, poeta e presbitero spagnolo (n. 1854)
- 1922 - Ferdinando Lucchesi-Palli, dirigente sportivo e diplomatico italiano (n. 1860)
- 1925 - James Sykes Gamble, botanico britannico (n. 1847)
- 1925 - Max Krehan, insegnante tedesco (n. 1875)
- 1925 - Christian Krohg, pittore, scrittore e giornalista norvegese (n. 1852)
- 1926 - Federica di Hannover, nobildonna (n. 1848)
- 1927 - Augusto Maccario, mezzofondista italiano (n. 1890)
- 1929 - Pietro Lanza di Trabia, nobile e politico italiano (n. 1862)
- 1933 - Carlo Cattanei, pianista e compositore italiano (n. 1851)
- 1933 - Henry Ericsson, artista finlandese (n. 1898)
- 1933 - Manuel Críspulo González, imprenditore spagnolo (n. 1846)
- 1933 - Ismael Montes, politico e generale boliviano (n. 1861)
- 1934 - Iosif Ivanovič Mrozovskij, generale russo (n. 1857)
- 1934 - Rudolf Rössler, pittore e illustratore austriaco (n. 1864)
- 1935 - Sam Hardy, attore statunitense (n. 1883)
- 1935 - Constantin I. Nottara, attore teatrale, direttore teatrale e docente rumeno (n. 1859)
- 1936 - Nasibù Zemanuel, militare, politico e diplomatico etiope (n. 1893)
- 1937 - Hulda Marie Bentzen, fotografa norvegese (n. 1858)
- 1937 - Jean de Brunhoff, scrittore, pittore e illustratore francese (n. 1899)
- 1937 - William Sealy Gosset, statistico inglese (n. 1876)
- 1937 - Alessio Neri, aviatore e militare italiano (n. 1911)
- 1939 - Pietro Niccolini, imprenditore, giornalista e politico italiano (n. 1866)
- 1939 - Ludolf Nielsen, compositore, violinista e direttore d'orchestra danese (n. 1876)
- 1939 - Stjepan Sarkotić, generale austro-ungarico (n. 1858)
- 1941 - Giuseppe Chiummiento, giornalista italiano (n. 1888)
- 1941 - Harold Fowler McCormick, imprenditore statunitense (n. 1872)
- 1941 - Aniceto Koplin, religioso e presbitero tedesco (n. 1875)
- 1943 - Hans Kamecke, generale tedesco (n. 1890)
- 1943 - Riad Shawki, calciatore egiziano (n. 1893)
- 1944 - Meroujan Barsamian, giornalista, poeta e editore armeno (n. 1883)
- 1944 - Rufino Blanco Fombona, scrittore, poeta e diplomatico venezuelano (n. 1874)
- 1944 - Lajos Csatay, generale e politico ungherese (n. 1886)
- 1944 - Karel Hartmann, hockeista su ghiaccio ceco (n. 1885)
- 1944 - Ascanio Michele Sforza, nobile, ingegnere e scrittore italiano (n. 1877)
- 1944 - Honza Treichlinger, cantante ceco (n. 1929)
- 1945 - Vasco Creti, attore italiano (n. 1874)
- 1945 - James V. Monaco, compositore italiano (n. 1885)
- 1945 - Berta Zuckerkandl, scrittrice, traduttrice e critica letteraria austriaca (n. 1864)
- 1945 - Salah al-Din al-Sabbagh, militare iracheno (n. 1889)
- 1946 - Granville Bantock, compositore britannico (n. 1868)
- 1946 - Ebba Munck af Fulkila, nobildonna svedese (n. 1858)
- 1946 - Hans Frank, avvocato, politico e criminale di guerra tedesco (n. 1900)
- 1946 - Wilhelm Frick, politico e criminale di guerra tedesco (n. 1877)
- 1946 - Ada Botti Giachetti, soprano italiano (n. 1874)
- 1946 - Alfred Jodl, generale e criminale di guerra tedesco (n. 1890)
- 1946 - Ernst Kaltenbrunner, generale e criminale di guerra austriaco (n. 1903)
- 1946 - Wilhelm Keitel, generale e criminale di guerra tedesco (n. 1882)
- 1946 - Joachim von Ribbentrop, politico, diplomatico e criminale di guerra tedesco (n. 1893)
- 1946 - Alfred Rosenberg, politico, saggista e criminale di guerra tedesco (n. 1893)
- 1946 - Fritz Sauckel, politico e criminale di guerra tedesco (n. 1894)
- 1946 - Arthur Seyss-Inquart, politico, avvocato e criminale di guerra austriaco (n. 1892)
- 1946 - Julius Streicher, politico e criminale di guerra tedesco (n. 1885)
- 1947 - Ahmad Ali Khan di Malerkotla, principe indiano (n. 1881)
- 1948 - Friedrich Freiherr Kress von Kressenstein, generale tedesco (n. 1870)
- 1948 - Bianca Scacciati, soprano italiano (n. 1894)
- 1949 - Bernard Berg, ginnasta e multiplista statunitense (n. 1871)
- 1950 - Christy Cabanne, regista, sceneggiatore e attore statunitense (n. 1888)
- 1950 - Giuseppe Sacheri, pittore italiano (n. 1863)
- 1950 - Isaac Westergren, velocista svedese (n. 1875)
- 1951 - Saad Akbar, criminale afghano
- 1951 - Liaquat Ali Khan, politico pakistano (n. 1896)
- 1951 - Constantin C. Nottara, violinista, compositore e critico musicale rumeno (n. 1890)
- 1953 - Pietro Barillà, pittore italiano (n. 1887)
- 1953 - Luigi Catoni, attore e comico italiano (n. 1893)
- 1953 - József Nyírő, scrittore ungherese (n. 1889)
- 1954 - Dixon Boardman, velocista statunitense (n. 1880)
- 1954 - Rodolfo Grandi, avvocato e politico italiano (n. 1880)
- 1955 - Agostino Ernesto Castrillo, vescovo cattolico italiano (n. 1904)
- 1956 - Carlo Fontana, scultore italiano (n. 1865)
- 1956 - Jules Rimet, dirigente sportivo francese (n. 1873)
- 1956 - John Southworth, calciatore inglese (n. 1866)
- 1957 - Ralph Benatzky, compositore austriaco (n. 1884)
- 1957 - Giuseppe Pedrazzini, liutaio italiano (n. 1879)
- 1958 - Abraham Mellinger, lottatore statunitense (n. 1877)
- 1958 - Walter Spence, nuotatore guyanese (n. 1901)
- 1959 - Arrigo Cairo, avvocato e politico italiano (n. 1894)
- 1959 - George Marshall, generale e politico statunitense (n. 1880)
- 1960 - Giacomo Centazzo, politico italiano (n. 1887)
- 1960 - Kaare Engebretsen, calciatore norvegese (n. 1893)
- 1960 - Costantino Ferri, compositore e direttore d'orchestra italiano (n. 1894)
- 1960 - Victor Hugo Green, scrittore e editore statunitense (n. 1892)
- 1961 - Wilhelm Falk, calciatore tedesco (n. 1898)
- 1962 - Gaston Bachelard, filosofo francese (n. 1884)
- 1962 - Joseph Aloysius Burke, vescovo cattolico statunitense (n. 1886)
- 1962 - Elena Karađorđević, principessa serba (n. 1884)
- 1962 - Lionello Quaglia, calciatore italiano (n. 1895)
- 1962 - Saichirō Tomonari, ammiraglio giapponese (n. 1887)
- 1962 - Margherita Carola di Sassonia, principessa (n. 1900)
- 1963 - Silvio Giuseppe Mercati, filologo classico e bizantinista italiano (n. 1877)
- 1963 - Christian Philipp, generale tedesco (n. 1893)
- 1964 - Phyllis Gordon, attrice statunitense (n. 1889)
- 1964 - Luigi Greco, ingegnere italiano (n. 1887)
- 1964 - Otto Groß, nuotatore tedesco (n. 1890)
- 1965 - Prospero Freri, militare, aviatore e giavellottista italiano (n. 1892)
- 1965 - Francesco Penta, ingegnere italiano (n. 1899)
- 1965 - Enrico Piaggio, imprenditore italiano (n. 1905)
- 1965 - Anselmo Pisa, allenatore di calcio e calciatore argentino (n. 1918)
- 1966 - Arturo Dazzi, scultore e pittore italiano (n. 1881)
- 1966 - Adam Falkenstein, assiriologo tedesco (n. 1906)
- 1966 - Sándor Szabó, wrestler ungherese (n. 1906)
- 1967 - Friedrich Gogarten, teologo tedesco (n. 1887)
- 1967 - Carl Clarence Kiess, astronomo statunitense (n. 1887)
- 1967 - Tsuneo Tomita, scrittore giapponese (n. 1904)
- 1968 - Norman Hallows, mezzofondista britannico (n. 1886)
- 1968 - Romolo Polacchini, ammiraglio italiano (n. 1897)
- 1969 - Gioacchino Bettini, calciatore e allenatore di calcio italiano (n. 1911)
- 1969 - Leonard Chess, produttore discografico statunitense (n. 1917)
- 1969 - Teodora di Grecia, principessa greca (n. 1906)
- 1970 - Fratelli Mai, compositore di scacchi italiano (n. 1903)
- 1970 - Arturo Scattini, generale italiano (n. 1890)
- 1971 - Jules Humbert-Droz, politico, scrittore e giornalista svizzero (n. 1891)
- 1971 - Emilio Pettoruti, pittore argentino (n. 1892)
- 1971 - Róbert Winkler, allenatore di calcio e calciatore ungherese (n. 1900)
- 1972 - Hale Boggs, politico e avvocato statunitense (n. 1914)
- 1972 - Leo G. Carroll, attore inglese (n. 1886)
- 1972 - Dino Philipson, avvocato, imprenditore e politico italiano (n. 1889)
- 1972 - Wael Zuaiter, traduttore e politico palestinese (n. 1934)
- 1973 - Pietro Freschi, canottiere italiano (n. 1906)
- 1973 - Gene Krupa, batterista statunitense (n. 1909)
- 1973 - Ermelindo Lovagnini, calciatore italiano (n. 1921)
- 1973 - Enrico Patti, allenatore di calcio, dirigente sportivo e calciatore italiano (n. 1896)
- 1973 - Harry Schreurs, calciatore olandese (n. 1901)
- 1973 - Uliks Stranger, politico e avvocato austriaco (n. 1888)
- 1973 - Tivadar Török, calciatore ungherese (n. 1904)
- 1974 - Calisto Calisti, attore italiano (n. 1925)
- 1974 - Duke Cumberland, cestista statunitense (n. 1915)
- 1974 - Vlasta Děkanová, ginnasta cecoslovacca (n. 1909)
- 1975 - Hugh Adcock, calciatore inglese (n. 1903)
- 1975 - Vittorio Gui, direttore d'orchestra e compositore italiano (n. 1885)
- 1975 - Felice Porro, generale e aviatore italiano (n. 1891)
- 1975 - Carlo Romano, attore, doppiatore e sceneggiatore italiano (n. 1908)
- 1975 - Don Barclay, attore, artista e doppiatore statunitense (n. 1892)
- 1975 - Lino Ziller, politico e partigiano italiano (n. 1908)
- 1976 - Giorgio Buila, calciatore italiano (n. 1913)
- 1976 - Julien Grujon, ciclista su strada francese (n. 1904)
- 1976 - Rufino Niccacci, francescano italiano (n. 1911)
- 1976 - Alfredo Pitto, calciatore italiano (n. 1906)
- 1976 - Enrico Poggi, velista italiano (n. 1908)
- 1976 - André Vandelle, sciatore di pattuglia militare francese (n. 1902)
- 1976 - Francisco Villegas, allenatore di calcio e calciatore argentino (n. 1924)
- 1977 - Daniel Danieli, calciatore israeliano (n. 1945)
- 1977 - Arrigo Morselli, allenatore di calcio e calciatore italiano (n. 1911)
- 1978 - Edmondo Bacci, pittore italiano (n. 1913)
- 1978 - Dan Dailey, attore, ballerino e cantante statunitense (n. 1915)
- 1978 - Lorenzo Niccolai, calciatore italiano (n. 1904)
- 1979 - Johan Borgen, scrittore, giornalista e critico letterario norvegese (n. 1902)
- 1979 - Harry Bracci Torsi, imprenditore italiano
- 1979 - Vincent Flemmi, mafioso statunitense (n. 1935)
- 1979 - Pauline Pô, modella e attrice francese (n. 1904)
- 1979 - Michele Valori, urbanista e architetto italiano (n. 1923)
- 1980 - Luigi Longo, politico, partigiano e antifascista italiano (n. 1900)
- 1980 - Rolph Schroeder, violinista tedesco (n. 1900)
- 1980 - Sergej Taborickij, giornalista russo (n. 1897)
- 1981 - Domenico Balducci, criminale italiano (n. 1930)
- 1981 - Moshe Dayan, generale e politico israeliano (n. 1915)
- 1981 - Édouard Depreux, avvocato, politico e partigiano francese (n. 1898)
- 1981 - Fred Ford, allenatore di calcio e calciatore inglese (n. 1916)
- 1981 - Edward Heyman, paroliere, scrittore e musicista statunitense (n. 1907)
- 1981 - Orazio Mariani, velocista italiano (n. 1915)
- 1981 - Ivan Udodov, sollevatore sovietico (n. 1924)
- 1982 - Giuseppe Mario Boidi, politico italiano (n. 1893)
- 1982 - Mario Del Monaco, tenore italiano (n. 1915)
- 1982 - Paolo Heusch, regista e sceneggiatore italiano (n. 1924)
- 1982 - Rip McManus, sciatore alpino statunitense (n. 1939)
- 1982 - Oldřich Nývlt, calciatore cecoslovacco (n. 1912)
- 1982 - Hans Selye, medico austriaco (n. 1907)
- 1983 - Earl Averill, giocatore di baseball statunitense (n. 1902)
- 1983 - Leonardo De Benedetti, medico e superstite dell'Olocausto italiano (n. 1898)
- 1983 - Harish-Chandra, matematico indiano (n. 1923)
- 1983 - Ernst Kyburz, lottatore svizzero (n. 1898)
- 1983 - Kenzō Kōno, politico e dirigente sportivo giapponese (n. 1901)
- 1983 - Willi Ritschard, politico svizzero (n. 1918)
- 1984 - Peggy Ann Garner, attrice statunitense (n. 1932)
- 1984 - Tino Scotti, attore e comico italiano (n. 1905)
- 1984 - Alejandro Urgellés, cestista cubano (n. 1951)
- 1986 - Arthur Grumiaux, violinista belga (n. 1921)
- 1986 - Giovanni Invernizzi, canottiere italiano (n. 1926)
- 1986 - Jesús María Pérez, cestista spagnolo (n. 1930)
- 1986 - Sandro Puppo, allenatore di calcio e calciatore italiano (n. 1918)
- 1986 - Carlo Romei, sindacalista e politico italiano (n. 1924)
- 1986 - Ted Sagar, calciatore inglese (n. 1910)
- 1986 - Iolanda Margherita di Savoia, principessa italiana (n. 1901)
- 1987 - Augusto Cerino Canova, giurista italiano (n. 1942)
- 1987 - Joseph Höffner, cardinale e arcivescovo cattolico tedesco (n. 1906)
- 1987 - Gabriele Salviati, velocista italiano (n. 1910)
- 1987 - Aleksandr Seryj, regista sovietico (n. 1927)
- 1987 - Tommy Veitch, calciatore scozzese (n. 1949)
- 1988 - Farida d'Egitto, egiziana (n. 1921)
- 1988 - Abdulrahman Fawzi, allenatore di calcio e calciatore egiziano (n. 1909)
- 1988 - Christian Matras, linguista e poeta faroese (n. 1900)
- 1988 - Giovanni Salghetti Drioli, architetto e urbanista italiano (n. 1911)
- 1988 - Muzafer Sherif, psicologo turco (n. 1906)
- 1989 - Andy Black, calciatore scozzese (n. 1917)
- 1989 - Giovanni Dall'Orto, politico italiano (n. 1900)
- 1989 - Cornel Wilde, attore e regista ungherese (n. 1912)
- 1989 - Loris Zanchi, attore italiano (n. 1916)
- 1990 - Art Blakey, batterista statunitense (n. 1919)
- 1990 - Jorge Bolet, pianista e direttore d'orchestra cubano (n. 1914)
- 1990 - Ulderico Sacchella, allenatore di calcio e calciatore italiano (n. 1939)
- 1990 - Giovanni Varglien, calciatore e allenatore di calcio italiano (n. 1911)
- 1991 - Ole Beich, chitarrista e bassista danese (n. 1955)
- 1991 - Giacomo Mari, calciatore italiano (n. 1924)
- 1991 - Mario Masciulli, militare italiano (n. 1909)
- 1991 - Boris Papandopulo, compositore e direttore d'orchestra croato (n. 1906)
- 1992 - Larbi Ben Barek, calciatore e allenatore di calcio marocchino (n. 1917)
- 1992 - Shirley Booth, attrice statunitense (n. 1898)
- 1992 - Charley Burley, pugile statunitense (n. 1917)
- 1992 - Raimondo Craveri, storico, politico e antifascista italiano (n. 1912)
- 1992 - Anna Hill Johnstone, costumista statunitense (n. 1913)
- 1992 - Vladek Sheybal, attore polacco (n. 1923)
- 1993 - Paolo Bortoluzzi, ballerino e coreografo italiano (n. 1938)
- 1993 - Flora Nwapa, scrittrice nigeriana (n. 1931)
- 1993 - Arnie Oliver, calciatore statunitense (n. 1907)
- 1993 - Peppino Russo, poeta, paroliere e compositore italiano (n. 1907)
- 1993 - René Sylviano, compositore francese (n. 1903)
- 1994 - Giuseppe Lunghi, calciatore italiano (n. 1896)
- 1994 - Giovanni Spezia, politico e partigiano italiano (n. 1923)
- 1995 - Günther Happich, calciatore austriaco (n. 1952)
- 1996 - Jason Bernard, attore statunitense (n. 1938)
- 1996 - Guy Crescent, dirigente sportivo francese (n. 1920)
- 1996 - Silvio Messinetti, medico, dirigente sportivo e politico italiano (n. 1902)
- 1996 - Aldo Victor de Sanctis, fotografo e inventore italiano (n. 1909)
- 1997 - Audra Lindley, attrice statunitense (n. 1918)
- 1997 - James Albert Michener, scrittore statunitense (n. 1907)
- 1997 - Olga di Grecia, principessa greca (n. 1903)
- 1998 - MC Giaime, rapper e writer italiano (n. 1974)
- 1998 - Sándor Olajkár, calciatore ungherese (n. 1918)
- 1998 - Jon Postel, informatico statunitense (n. 1943)
- 1999 - Alexandre Zilles, giocatore di calcio a 5 e allenatore di calcio a 5 brasiliano (n. 1951)
- 1999 - William Dodgin, Sr., allenatore di calcio e calciatore inglese (n. 1909)
- 1999 - Vaclaŭ Hebel't, compositore di scacchi bielorusso (n. 1913)
- 1999 - Ella Mae Morse, cantante e attrice statunitense (n. 1924)
- 1999 - Giuliano Tagliasacchi, calciatore italiano (n. 1914)
- 2000 - Mel Carnahan, politico e avvocato statunitense (n. 1934)
- 2000 - Arturo Maria Guatelli, giornalista e politico italiano (n. 1934)
- 2000 - Rick Jason, attore statunitense (n. 1923)
- 2000 - Pierre-Michel Le Conte, direttore d'orchestra francese (n. 1921)
- 2000 - Elvezio Ortali, calciatore italiano (n. 1914)
- 2000 - Antonio Russo, giornalista italiano (n. 1960)

## XXI secolo(132)
- 2001 - Gotthold Gloger, scrittore, pittore e sceneggiatore tedesco (n. 1924)
- 2001 - Etta Jones, cantante statunitense (n. 1928)
- 2001 - Vladimir Aleksandrovič Nazarov, regista sovietico (n. 1922)
- 2001 - Jurij Nikolaevič Ozerov, regista e sceneggiatore sovietico (n. 1921)
- 2001 - Milena Quaglini, serial killer italiana (n. 1957)
- 2001 - Maria Teresa Torti, sociologa italiana (n. 1951)
- 2002 - Alessandro Dal Prato, pittore e incisore italiano (n. 1909)
- 2003 - Stu Hart, wrestler canadese (n. 1915)
- 2003 - László Papp, pugile ungherese (n. 1926)
- 2003 - Ignatius Jerome Strecker, arcivescovo cattolico statunitense (n. 1917)
- 2003 - Carl Urbano, regista, animatore e produttore televisivo statunitense (n. 1910)
- 2004 - Andrea Azzarito, attore italiano (n. 1954)
- 2004 - Don Carlson, cestista e allenatore di pallacanestro statunitense (n. 1919)
- 2004 - Paul Juntunen, cestista statunitense (n. 1921)
- 2004 - Pierre Salinger, politico e giornalista statunitense (n. 1925)
- 2005 - Renzo Antoniazzi, politico e sindacalista italiano (n. 1930)
- 2005 - Francesco Fortugno, politico italiano (n. 1951)
- 2005 - John Larch, attore statunitense (n. 1914)
- 2005 - Eugene Gordon Lee, attore statunitense (n. 1933)
- 2005 - José María Medina, calciatore uruguaiano (n. 1921)
- 2005 - Barrington Moore, sociologo statunitense (n. 1913)
- 2006 - Garry Bauman, hockeista su ghiaccio canadese (n. 1940)
- 2006 - Lucia Di Cosmo, regista italiana (n. 1960)
- 2006 - Vitalij Michajlovič Kol'cov, regista sovietico (n. 1940)
- 2006 - John Victor Murra, sociologo e antropologo statunitense (n. 1916)
- 2006 - Valentín Paniagua, politico peruviano (n. 1936)
- 2006 - Nello Saito, germanista e drammaturgo italiano (n. 1920)
- 2006 - Ondina Valla, ostacolista e velocista italiana (n. 1916)
- 2007 - Rosalio José Castillo Lara, cardinale e arcivescovo cattolico venezuelano (n. 1922)
- 2007 - Giulio Gaist, chirurgo italiano (n. 1925)
- 2007 - Ignacy Ludwik Jeż, vescovo cattolico polacco (n. 1914)
- 2007 - Barbara West, britannica (n. 1911)
- 2007 - Deborah Kerr, attrice britannica (n. 1921)
- 2007 - Toše Proeski, cantante macedone (n. 1981)
- 2007 - Mieczysław Rasiej, attivista polacco (n. 1924)
- 2008 - Marzio Bernardinetti, politico italiano (n. 1914)
- 2008 - Ab Gritter, calciatore e allenatore di calcio olandese (n. 1949)
- 2009 - Georgette Coste, cestista e allenatrice di pallacanestro francese (n. 1925)
- 2009 - Roberto Gusmani, glottologo italiano (n. 1935)
- 2009 - Andrés Montes, giornalista spagnolo (n. 1955)
- 2009 - Nello Rossati, regista e sceneggiatore italiano (n. 1942)
- 2009 - Adriano Vianello, drammaturgo, regista teatrale e autore televisivo italiano (n. 1960)
- 2010 - Barbara Billingsley, attrice statunitense (n. 1915)
- 2010 - Alfredo Bini, produttore cinematografico italiano (n. 1926)
- 2010 - Marko Brainović, pallanuotista jugoslavo (n. 1920)
- 2010 - Jack Butterfield, dirigente sportivo canadese (n. 1919)
- 2010 - Gino Galuppini, ammiraglio e storico italiano (n. 1914)
- 2010 - Thomas Harlan, sceneggiatore e regista tedesco (n. 1929)
- 2010 - Eyedea, rapper statunitense (n. 1981)
- 2010 - Alessandro Rossi, ingegnere e imprenditore italiano (n. 1921)
- 2010 - Leigh Van Valen, biologo statunitense (n. 1935)
- 2011 - Pete Rugolo, compositore italiano (n. 1915)
- 2011 - Dan Wheldon, pilota automobilistico britannico (n. 1978)
- 2012 - Sunny Anastasi, calciatore maltese (n. 1934)
- 2012 - Aleksandr Koškin, pugile sovietico (n. 1959)
- 2012 - Frank Moore Cross, docente statunitense (n. 1921)
- 2013 - Luigi Bernardi, scrittore, saggista e sceneggiatore italiano (n. 1953)
- 2013 - Albert Bourlon, ciclista su strada francese (n. 1916)
- 2013 - Renzo Cerrato, regista, produttore televisivo e attore italiano (n. 1920)
- 2013 - Ed Lauter, attore, comico e cabarettista statunitense (n. 1938)
- 2013 - Laurel Martyn, ballerina australiana (n. 1916)
- 2013 - Erhard Meinhold, calciatore tedesco orientale (n. 1923)
- 2014 - Ennio Baiardi, politico italiano (n. 1928)
- 2014 - Allen Forte, teorico musicale e musicologo statunitense (n. 1926)
- 2014 - Tim Hauser, cantante, produttore discografico e arrangiatore statunitense (n. 1941)
- 2014 - Seppo Kuusela, cestista e allenatore di pallacanestro finlandese (n. 1934)
- 2014 - John Spencer-Churchill, XI duca di Marlborough, nobile britannico (n. 1926)
- 2014 - Sergio Zampetti, flautista italiano (n. 1971)
- 2015 - Michail Burcev, schermidore sovietico (n. 1956)
- 2015 - Livio Missir di Lusignano, diplomatico e saggista italiano (n. 1931)
- 2015 - Flavio Nicolini, sceneggiatore, scrittore e poeta italiano (n. 1924)
- 2016 - Anthony Foley, rugbista a 15 e allenatore di rugby a 15 irlandese (n. 1973)
- 2016 - Clyde C. Holloway, politico statunitense (n. 1943)
- 2016 - Giulio Libano, trombettista, arrangiatore e direttore d'orchestra italiano (n. 1923)
- 2016 - Arsen Pavlov, militare russo (n. 1983)
- 2016 - Hugo Romani, compositore e cantante argentino (n. 1919)
- 2016 - Molly Rose, aviatrice e magistrato britannica (n. 1920)
- 2016 - Kigeli V del Ruanda, re ruandese (n. 1936)
- 2016 - Viktor Zubkov, cestista sovietico (n. 1937)
- 2017 - Daphne Caruana Galizia, giornalista e blogger maltese (n. 1964)
- 2017 - Roy Dotrice, attore britannico (n. 1923)
- 2017 - John Dunsworth, attore canadese (n. 1946)
- 2017 - Isnilon Totoni Hapilon, terrorista e guerrigliero filippino (n. 1966)
- 2017 - Paolo Pellion di Persano, fotografo italiano (n. 1947)
- 2017 - Marvin Rodríguez, allenatore di calcio e calciatore costaricano (n. 1934)
- 2018 - Oleh Bazylevyč, allenatore di calcio e calciatore sovietico (n. 1938)
- 2018 - Torbjörn Jonsson, calciatore svedese (n. 1936)
- 2018 - Sauro Massi, calciatore italiano (n. 1958)
- 2018 - Aldo Pedrana, combinatista nordico italiano (n. 1934)
- 2018 - Dimităr Petrov, regista bulgaro (n. 1924)
- 2018 - Éveline Plicque-Andréani, compositrice, musicologa e pedagoga francese (n. 1929)
- 2019 - Paolo Bonaiuti, politico e giornalista italiano (n. 1940)
- 2019 - Enrica Margherita Boschetti, medico italiana (n. 1934)
- 2019 - John Clarke, attore e sceneggiatore statunitense (n. 1931)
- 2019 - Patrick Day, pugile statunitense (n. 1992)
- 2019 - Umberto Quattrocchi, naturalista e ginecologo italiano (n. 1947)
- 2019 - Andrej Smirnov, nuotatore sovietico (n. 1957)
- 2019 - Fernando Tani, arbitro di calcio italiano (n. 1941)
- 2019 - John Tate, matematico statunitense (n. 1925)
- 2019 - Franco Vanzini, calciatore e allenatore di calcio italiano (n. 1941)
- 2019 - Antonio Zapattini, cestista paraguaiano (n. 1929)
- 2020 - Vitalij Evgen'evič Aksёnov, regista sovietico (n. 1931)
- 2020 - László Branikovits, calciatore ungherese (n. 1949)
- 2020 - Rodolfo Fischer, calciatore argentino (n. 1944)
- 2020 - Gennadios Zervós, arcivescovo ortodosso greco (n. 1937)
- 2020 - Rudi Hoffmann, calciatore tedesco (n. 1935)
- 2020 - Rosy Mazzacurati, attrice italiana (n. 1935)
- 2020 - Branko Rezar, calciatore e allenatore di calcio jugoslavo (n. 1932)
- 2021 - Leo Boivin, hockeista su ghiaccio e allenatore di hockey su ghiaccio canadese (n. 1932)
- 2021 - Felipe Cazals, regista e sceneggiatore messicano (n. 1937)
- 2021 - Alan Hawkshaw, compositore e tastierista britannico (n. 1937)
- 2021 - George Kinnell, calciatore scozzese (n. 1937)
- 2021 - Betty Lynn, attrice statunitense (n. 1926)
- 2021 - Freddie Joe Nunn, giocatore di football americano statunitense (n. 1962)
- 2021 - Joseph M. Palmaccio, tecnico del suono statunitense (n. 1965)
- 2021 - Achille Perilli, pittore italiano (n. 1927)
- 2021 - Ron Tutt, batterista statunitense (n. 1938)
- 2022 - Nando Barchiesi, calciatore italiano (n. 1934)
- 2022 - Lodewijk van den Berg, ingegnere e astronauta olandese (n. 1932)
- 2022 - Benjamin Civiletti, avvocato, politico e magistrato statunitense (n. 1935)
- 2022 - Katherine Duncan-Jones, critica letteraria britannica (n. 1941)
- 2023 - Martti Ahtisaari, diplomatico e politico finlandese (n. 1937)
- 2023 - Guido Campodonico, architetto e urbanista italiano (n. 1934)
- 2023 - Jorge Guillén Montenegro, cestista spagnolo (n. 1937)
- 2023 - Jesús Guzmán, attore spagnolo (n. 1926)
- 2023 - Bill McCabe, giocatore di football australiano e pallanuotista australiano (n. 1935)
- 2023 - Dīmītrios Salachas, vescovo cattolico greco (n. 1939)
- 2024 - Patti McGee, skater statunitense (n. 1945)
- 2024 - Liam Payne, cantante britannico (n. 1993)
- 2024 - Roald Poulsen, allenatore di calcio danese (n. 1950)
- 2024 - Yahya Sinwar, politico e terrorista palestinese (n. 1962)
- 2024 - Giampiero Tosi, fisico italiano (n. 1937)

## Senza anno specificato(1)
- Mommolino di Noyon, abate, vescovo e santo franco